# A Thalész-tétel megfordítása
A Thalész-tétel megfordítása a matematikában a geometria egyik tétele; többféleképp is megfogalmazható.

## Egyszerűbb megfogalmazásai

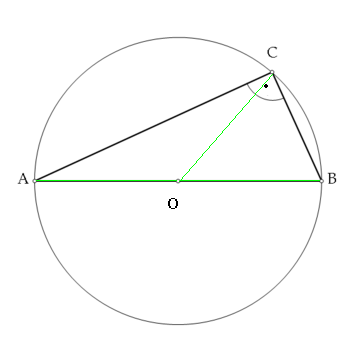
A Thalész-tétel megfordítása szerint ha a γ szög derékszög, akkor A,B,C is rajta van az O középpontú körön

1. Ha egy háromszög derékszögű, akkor három csúcsa olyan körön van, melynek átmérője az átfogó.
2. A derékszögű háromszög köré olyan kör írható, melynek középpontja az átfogó felezőpontja.
3. (A kör definícióját alkalmazva): ha egy háromszög derékszögű, akkor leghosszabb oldalának (átfogójának) felezőpontjától az összes csúcspont egyenlő távolságra esik[1]
4. Ha az átmérő egy C pontból derékszögben látszik, akkor C a köríven van (de nem az átmérőn). Vagy elegánsabban fogalmazva: Csak a köríven lévő pontokból látszódhat az átmérő derékszög alatt.

Megjegyzés: Egy, az AB szakaszon kívül lévő P pontból az AB szakasz α nagyságú szögben látszik, ha az ABP háromszög P-nél lévő belső szöge éppen α.
1.ábra

## Motiváció
Egy {\displaystyle P\Rightarrow Q} alakú tétel megfordításán a {\displaystyle Q\Rightarrow P} állítást értjük.
A Thalész tétel szerint, az AB átmérőjű körvonalnak bármely, az A,B pontoktól különböző pontját véve, az ACBΔ háromszög derékszögű. Tehát
Ha az AB szakasz F felezőpontjára igaz, hogy a végpontoktól különböző C pont ugyanakkora távolságra van F-től, mint az A és a B, akkor az ABC pontok olyan háromszöget alkotnak, melynek C-nél fekvő szöge derékszög.
Ennek a tételnek a megfordítása tehát valóban a következő állítás: 
Ha az ABC pontok olyan háromszöget alkotnak, melynek C-nél fekvő szöge derékszög, akkor az AB szakasz F felezőpontjára igaz, hogy a végpontoktól különböző C pont ugyanakkora távolságra van F-től, mint az A és a B.
A „szög alatt látszik” fordulattal fogalmazva, Thalész tétele így szól: "Egy kör átmérője a kör (átmérőtől különböző) pontjaiból derékszögben látszik." – vagy, hogy a ha-akkor szerkezet felismerhetővé váljék:
Ha egy C pont a kör ívén van (de nem az átmérőn), akkor az átmérő C-ből derékszög alatt látszik.
A Thalész-tétel megfordítása tehát ez lesz:
Ha az átmérő egy C pontból derékszögben látszik, akkor C a köríven van (de nem az átmérőn).
Vagy elegánsabban fogalmazva:
Csak a köríven lévő pontokból látszódhat az átmérő derékszög alatt.
Már Eukleidész is tudta, hogy a Thalész-tétel megfordítható, azaz a tétel megfordítása bizonyítható:

## Bizonyítások

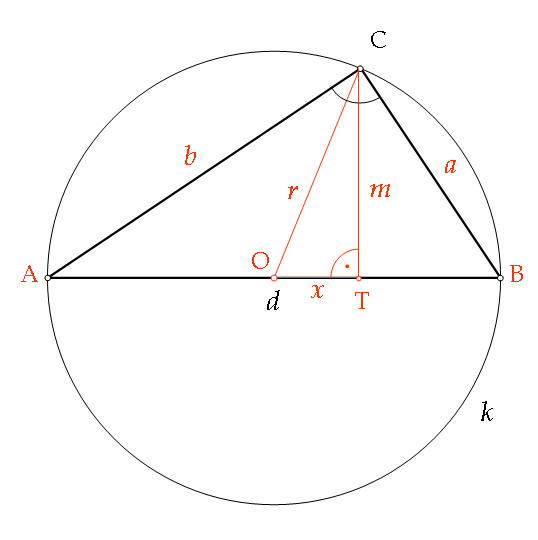

- Tétel – A Thalész-tétel megfordítása – Legyen egy kör átmérője AB. Ha egy C pontból AB derékszögben látszik, akkor C a körön van.

Bizonyítás. Az egyik lehetséges bizonyításhoz tekintsük a mellékelt ábrát, melyen T az ABCΔ átfogóhoz tartozó magasságának talppontja, mely x távolságra van az átfogó O felezőpontjától. Azt kell belátnunk, AO=OB=OC. így a Thalész-tétel Pitagorasz-tétel megfordításának felhasználásával történő bizonyítására. Ebben az esetben a következőket tudjuk (a CTBΔ és ATCΔ és ABCΔ derékszögű háromszögekre a Pitagorasz-tételt felírva):
(r + x)² + m² = b²
(r - x)² + m² = a²
a² + b² = d²
Az x² + m² = r² egyenlőséget most nem felhasználni, hanem igazolni fogjuk. Az első két egyenlőséget összeadva és rendezve, adódik:
a² + b² = 2r² + 2(x² + m²)
vagyis:
2(x² + m²) = a² + b² – 2r²
de a² + b² = d² miatt:
2(x² + m²) = d² – 2r² = 4r² – 2r² = 2r²
ahonnan:
x² + m² = r²
vagyis az OC szakasz éppen r (sugárnyi) hosszúságú, így C a körön van. QED
Megjegyzés. Az O = T eset triviális (ekkor ACBΔ egyenlő szárú derékszögű háromszög, a CT = CO a derékszöghöz tartozó szögfelezője, mely a háromszöget két szintén egyenlő szárú derékszögű háromszögre vágja szét, a szárak AO és OC, illetve OB és OC ez esetben szintén egyenlőek).